# دیرک ریشتر
دیرک ریشتر (آلمانی: Dirk Richter؛ زادهٔ ۱۲ سپتامبر ۱۹۶۴) شناگر اهل آلمان بود.
وی در مسابقات کشوری و بین‌المللی در مجموع برندهٔ ۶ مدال طلا، ۱۱ مدال نقره، ۱۰ مدال برنز شده‌است.